# Brandýsek
Brandýsek är en ort i Tjeckien.   Den ligger i regionen Mellersta Böhmen, i den centrala delen av landet, 22 km nordväst om huvudstaden Prag. Brandýsek ligger 273 meter över havet och antalet invånare är 1 679.
Terrängen runt Brandýsek är lite kuperad. Runt Brandýsek är det ganska tätbefolkat, med 80 invånare per kvadratkilometer. Närmaste större samhälle är Kladno, 6,3 km sydväst om Brandýsek. Trakten runt Brandýsek består till största delen av jordbruksmark.